# Caspar Habermann
Caspar Habermann (* 1635 in Wopfer bei Jever; † 7. Juni 1676 in Rostock) war ein deutscher Jurist und Professor der Rechte an der Universität Rostock.

## Ausbildung und Studium
Caspar Habermann wurde 1635 als Sohn eines Schullehrers in Wopfer bei Jever in Ostfriesland geboren. Seine höhere Schulbildung erhielt er am Gymnasium in Bremen. Es folgte ein Jurastudium, welches Habermann von 1652 bis 1655 in Prag und von 1655 bis 1657 in Leipzig absolvierte. In Leipzig wurde er 1657 zum Magister der freien Künste promoviert. Es schloss sich ein zweites Studium an, das er 1665 in Rostock mit der Promotion zum Dr. jur. beendete. Im selben Jahr heiratete Habermann Maria Brandes, die Tochter des Rostocker Senators und Kämmerers David Brandes. Der aus dieser Ehe hervorgegangene Sohn Wilhelm David Habermann (1669–1715) war von 1706 bis 1715 Professor der Medizin an der Universität Rostock.

## Akademische Laufbahn
Ende des Jahres 1671 wurde Caspar Habermann von Herzog Christian Ludwig I. zum ordentlichen Professor der Rechte und Institutionen berufen und folgte damit Heinrich Rudolf Redeker (1625–1680) ins Amt. Zugleich bekleidete er das Amt eines Konsistorial-Assessors im herzoglichen Konsistorium. Habermanns akademische Laufbahn währte nicht lange. Er starb im Jahre 1676 im Alter von 41 Jahren.